# Смурфики: Затерянная деревня
«Смурфики: Затерянная деревня» (англ. Smurfs: The Lost Village) — американский семейный анимационный фильм режиссёра Келли Эсбёри. Основан на серии комиксов «Смурфы», созданных бельгийским художником Пьером Кюллифором (Пейо) и является перезапуском истории о Смурфах. Не является продолжением фильма «Смурфики» Роли озвучивали Деми Ловато, Мэнди Патинкин, Джек Макбрайер, Дэнни Пуди, Джо Манганьелло и Рэйн Уилсон. Премьера мультфильма в России состоялась 30 марта 2017 года.

## Сюжет
В деревне Смурф Смурфики живут мирной жизнью. Их лидером является мудрый и пожилой Папа Смурф. Основными героями являются неуклюжий и невнимательный Растяпа, умный и эксцентричный Умник, сильный и бесстрашный Силач и красивая Смурфетта, чувствующая себя неуютно в деревне, поскольку является единственной девушкой. Смурфетта была создана злым волшебником Гаргамелем, но была выкуплена Папой Смурфом и стала частью деревни. Гаргамель мечтает захватить Смурфиков, украсть всю их сущность и стать самым могущественным волшебником в мире. После весёлого дня с Умником, Силачом и Растяпой, Смурфетта обнаруживает синее существо, скрытое листом, и следует в запретный лес. Остальные герои отправляются вслед за ней.

## Роли озвучивали
- Деми Ловато — Смурфетта[4]
- Мэнди Патинкин — Папа Смурф[5]
- Джек Макбрайер — Растяпа[6]
- Дэнни Пуди — Умник[7]
- Джо Манганьелло — Силач[7]
- Рэйн Уилсон — Гаргамель[4]
- Джулия Робертс — Смурфива
- Мишель Родригес — Смурфгроза
- Элли Кемпер — Смурфоцветик
- Ариэль Уинтер — Смурфлили
- Меган Трейнор — Смурфмелодия
- Эрик Бауза — второстепенные персонажи

## Производство

### Разработка
10 мая 2012 года, всего через две недели после объявления начала производства «Смурфиков 2», кинокомпании Sony Pictures Animation и Columbia Pictures уже разрабатывали сценарий мультфильма совместно с Кэри Киркпатриком и Крисом Поше. Хэнк Азариа, сыгравший Гаргамеля в первых двух фильмах, рассказал в интервью, что третий фильм «действительно может иметь дело с подлинным происхождением того, как все эти персонажи столкнулись друг с другом когда-то давно». В отличие от первых двух фильмов, третий фильм будет полностью анимационным и не станет продолжением. По сообщениям, в анимационном фильме будет показан новый взгляд на персонажей с дизайном и окружающей средой, более близкими к комиксам, созданными Пейо.
В марте 2014 года было объявлено, что Келли Эсбёри нанят режиссёром мультфильма. После продюсерами были назначены Джордан Кернер и Мэри Эллен Бодер.
14 июня 2015 года Sony Pictures Animation объявила название мультфильма Get Smurfy. Позже проект был переименован в Smurfs: The Lost Village.

### Кастинг
16 января 2015 года Мэнди Патинкин получил роль Папы Смурфа. 14 июня 2015 года Деми Ловато и Рэйн Уилсон присоединились к озвучиванию Смурфетты и Гаргамеля соответственно.

## Релиз
Первоначальной датой выхода было 14 августа 2015 года, однако 1 мая 2014 года выпуск мультфильма был перенесён на 5 августа 2016 года. В марте 2015 года релиз вновь перенесли, на этот раз на 31 марта 2017 года. В марте 2016 года окончательная дата релиза была назначена на 7 апреля 2017 года.
21 сентября 2016 года был представлен первый трейлер мультфильма.
11 июля 2017 года «Смурфики: Затерянная деревня» был выпущен на Blu-ray и DVD. Фильм дебютировал на втором месте в топ-20 NPD VideoScan First Alert, уступив фильму «Форсаж 8».

## Кассовые сборы
«Смурфики: Затерянная деревня» собрал 45 миллионов долларов США и в Канаде и 152,2 миллиона долларов США в остальных странах за всё время проката, что вместе составляет 197,2 миллиона долларов США против бюджета производства в 60 миллионов долларов.

## Критика
«Смурфики: Затерянная деревня», в отличие от двух прошлых фильмов, получил неоднозначные отзывы от критиков. На сайте Rotten Tomatoes фильм имеет рейтинг одобрения 38 % на основе 85 рецензий и среднего рейтинга 4,8/10. На Metacritic рейтинг фильма, основанный на 25 рецензиях, составляет 40 баллов из 100, что означает «неоднозначные или средние отзывы». На сайте CinemaScore фильму дали оценку «A» по шкале от A + до F, что улучшило оценку «A-», полученную предыдущими фильмами «Смурфики» и «Смурфики 2».